# Rachab

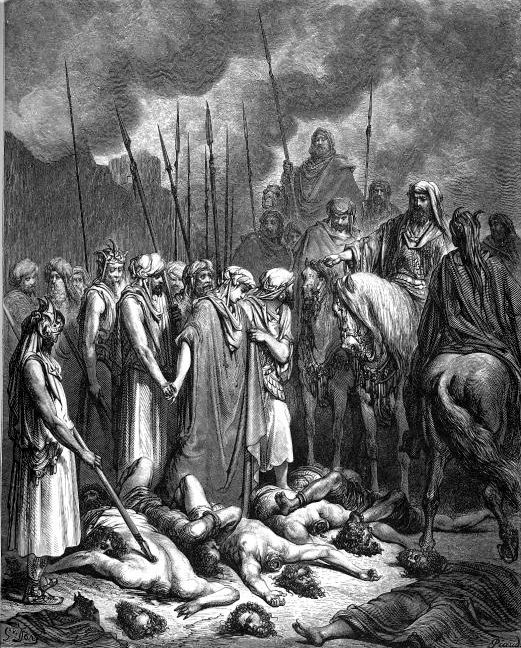
Jozue zachraňuje Rachab

Rachab (hebrejsky רָחָב‎, Rachav), přepisováno též jako Raab, je jméno biblické postavy. Jméno by se dalo vyložit jako „Široká“. Případně může souviset s významem „otevřít se“, „poskytnout prostor“, což koresponduje s její rolí v příběhu. Podle Talmudu patřila společně se Sárou, Abígajil a Ester ke čtyřem výjimečně krásným ženám a také se o ní píše, že na zemi té doby nebyl vladař, který by ji kvůli pověsti o její kráse nenavštívil. Před dobytím zaslíbené země izraelskými kmeny žila se svou rodinou v opevněném městě Jerichu. Když však izraelský vůdce Jozue dal obyvatelům Kanaánu ultimátum, aby přijali noachidská přikázání a podrobili se izraelské vládě, jinak budou vyhubeni, většina obyvatel, včetně těch v Jerichu, dala přednost boji. Rachab ale tento postoj svých městských spoluobyvatel nesdílela. Uvědomovala si, že Hospodin je nejen Bohem Izraele, ale celé země. Její postoj vyvrcholil konverzí k judaismu, po níž se dle židovské tradice stala manželkou Jozua. Midraš uvádí, že se stala pramatkou tak znamenitých proroků a kněží, jakými byli např. Jeremjáš či Ezechiel.

## Nevěstka Rachab
Starý zákon mluví o Rachab jako o nevěstce. Je popisována jako žena, která na základě své víry ukryla izraelské zvědy, které vyslal Jozue, aby prozkoumali situaci v Jerichu, před izraelským útokem. Na základě této pomoci Rachab a její rodiče, a všichni příbuzní byli jediní, kdo přežil izraelský útok na Jericho.

### Rachabiny důvody
Poté, co Rachab oklamala stráže jerišského krále, vysvětlila ukrytým zvědům, že slyšela o mocných činech, které Hospodin vykonal v Egyptě. Zatímco se celé Jericho strachy třese před úderem Božím, Rachab hledá řešení, a za pomoc žádá záchranu před smrtí pro sebe a celou rodinu.

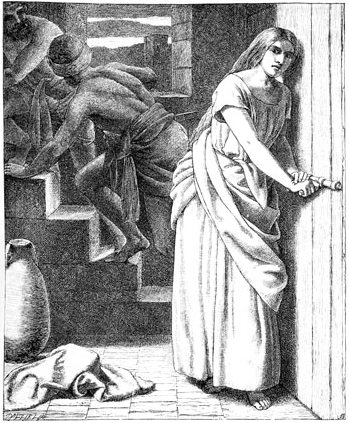
Rachab ukrývá zvědy

### Domluvené znamení
Dům, který má být ušetřen musí být označen šňůrou z karmínových provázků. Nebude li tato šňůra uvázána, nebudou zvědové vinni Rachabinou smrtí.
| „                         | ... jestliže po našem vstupu do země neuvážeš tuto šňůru z karmínových provázků do okna, kterým jsi nás spustila, a neshromáždíš k sobě domů svého otce, matku, sourozence a celou rodinu svého otce.19 Kdyby někdo vyšel ze dveří tvého domu, jeho krev padne na jeho hlavu, a my budeme bez viny. Kdyby se ale někdo dotkl kohokoli u tebe doma, jeho krev padne na naši hlavu. | “ |
| — Bible, kniha Jozue 2:18 | |   |

### Podmínky zvědů
Zvědové izraelského vojska souhlasí. Udělují pokyny, že se má Rachab a celá její rodina shromáždit v domě.

### Útok na Jericho
Vše proběhlo podle plánu, Rachab a její příbuzní byli zachráněni.

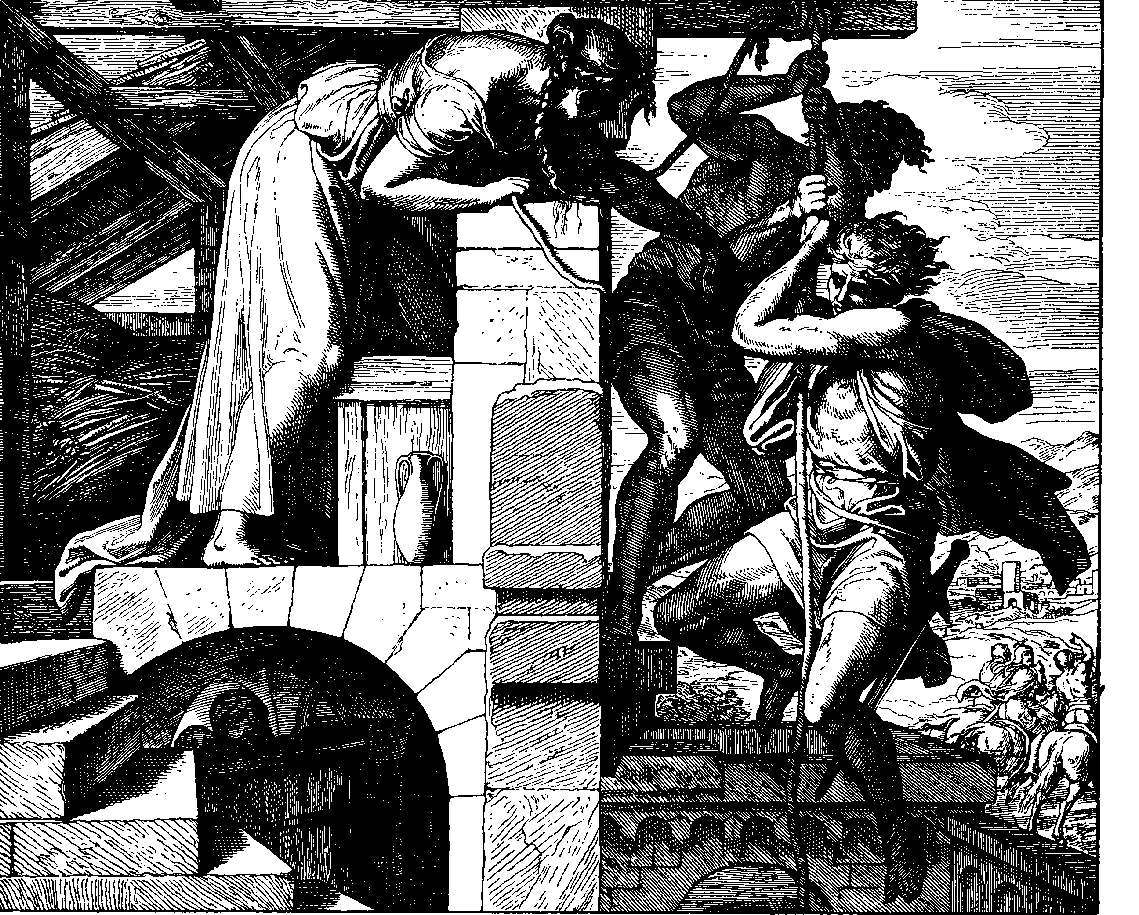
Zvědové unikají, spuštěni oknem po provaze

## Odkaz pro současnost
Rachab je Biblí prezentována jako příklad ženy se správnou vírou. Rachab přijala vírou vyzvědače proto, aby nezahynula společně s těmi, kteří neuposlechli.
| „                    | Vírou nevěstka Rachab pokojně přijala špehy, a tak nezahynula s neposlušnými. | “ |
| — Bible, Židům 11:31 |                                                                               |   |

Její víra je Biblí potvrzena jako správná, protože se projevila skutkem. Rachab je Biblí popsána jako žena, která je ospravedlněna na základě víry, projevené skrze skutky.
| „                          | Nebyla podobně na základě skutků ospravedlněna také nevěstka Rachab, když přijala ony špehy a potom je poslala pryč jinudy? | “ |
| — Bible, List Jakubův 2:25 | |   |

Bez zajímavosti není ani skutečnost, že Rachab je uvedena v rodokmenu, vedoucím k Ježíši Kristu.
| „                                     | Salmon zplodil Boáze z Rachab, Boáz zplodil Obéda z Rút, Obéd zplodil Jišaje | “ |
| — Bible, Evangelium podle Matouše 1:5 |                                                                              |   |